# Enrique González Pedrero
Enrique González Pedrero (né le 7 avril 1930 à Villahermosa, État de Tabasco et mort le 6 septembre 2021) est un politicien, diplomate et écrivain mexicain.

## Biographie
Après avoir milité longtemps au PRI (Parti révolutionnaire institutionnel), Enrique González Pedrero rejoint le PRD (Parti de la révolution démocratique) en 1995. 
Il est titulaire d'un diplôme de droit de l'Université nationale autonome du Mexique et d'une spécialisation en sociologie, économie et sciences politiques obtenue à la Sorbonne à Paris.
Il est élu au Sénat en 1970 et devient secrétaire général du  PRI de 1972 à 1974.
En 1982, il est élu gouverneur de l'État de Tabasco. Il quitte cette fonction en 1987 quand le président Carlos Salinas de Gortari lui demanda de diriger l'Institut d'études politiques, économiques et sociales du PRI (IEEPS).
Il est ensuite nommé directeur de la prestigieuse maison d'édition Fondo de Cultura Económica, puis ambassadeur du Mexique en Espagne de 1989 à 1991.
En 1995, il adhère au PRD et est élu député fédéral de ce parti en 1997.
Il est un proche conseiller de Andrés Manuel López Obrador durant la campagne présidentielle de 2006.

## Publications
- Filosofía política y humanismo (1957)
- La revolución cubana (1959)
- El gran viraje (1961)
- Riqueza de la pobreza (1970)
- La cuerda floja (1982)
- Las voces de la naturaleza, en collaboration avec sa femme, Julieta Campos (1982)
- Una democracia de carne y hueso
- País de un solo hombre: el México de Santa Anna vol.1, La ronda de los contrario (1993)
- País de un solo hombre: el México de Santa Anna vol.2, La sociedad del fuego cruzado 1829-1836 (2003)
- La cuerda tensa. Apuntes sobre la democracia en Mexico, 1990-2005 (2005)
- Una Pasion Compartida. Homenaje a Julieta Campos (2008)

### Sources
- (en) Cet article est partiellement ou en totalité issu de l’article de Wikipédia en anglais intitulé « Enrique González Pedrero » (voir la liste des auteurs).